# يورو (اليابان)
يورو هي بلدية في اليابان، وبلدة في اليابان، تقع في غيفو، بلغ عدد سكانها 27,978 نسمة وذلك حسب إحصائيات سنة 2017، تبلغ مساحتها 72.29 كيلومتر مربع.

## مدن توأم
المدن التوأم:
- باد زودن آن در تاونوس.